# ارث (فیلم ۲۰۰۳)
ارث (انگلیسی: The Inheritance) فیلمی دانمارکی به کارگردانی پر فلی است که در سال ۲۰۰۳ منتشر شد.